# Liac
Liac är en kommun i departementet Hautes-Pyrénées i regionen Occitanien i sydvästra Frankrike. Kommunen ligger i kantonen Rabastens-de-Bigorre som tillhör arrondissementet Tarbes. År 2022 hade Liac 199 invånare.

## Befolkningsutveckling
Antalet invånare i kommunen Liac
| Referens: INSEE |